# Фльорковізна
Фльорковізна (пол. Florkowizna, нім. Florkau) — село в Польщі, у гміні Ходеч Влоцлавського повіту Куявсько-Поморського воєводства.
У 1975-1998 роках село належало до Влоцлавського воєводства.